# ポルノの帝王
『ポルノの帝王』（ぽるののていおう）は、1971年公開の日本映画。製作：東映東京撮影所、配給：東映。

## 概要
梅宮辰夫主演による“帝王シリーズ”第四作である本作は、九州の炭鉱町から上京した梅宮が巨根を武器に、成り上がっていく艶笑喜劇である。
"ポルノ"という言葉は、同じ東映が1971年7月3日に公開した『温泉みみず芸者』のプロモーションの際に初めて造られ、一気に市民権を得たものであるが、映画のタイトルに使用されたのは、本作が日本の大手映画会社の作品として初めてと見られる。タイトル命名は岡田茂東映社長。

## あらすじ
松村浩は、大阪で自らの巨根が腫れたため、弟分の政の紹介で横浜にある黒田診療所へ向かう。
とりあえず住む場所のない浩と政は、政の舎弟である菊男が所有する船にころがりこんだ。黒田医師の治療により完治した浩は、性の悩みを抱える女性を対象とした東洋医学研究所を運営して大儲け。
一方、黒田診療所が暴力団の陣馬組から急な立ち退きを迫られていることを知った浩は、儲けた金で陣馬を追い返す。次に浩は、横浜港の税関責任者の妻・後藤百合子の協力で、外国船から購入した卑猥な写真や大人のオモチャを扱うポルノショップを始めた。
そんな時、九州から浩の隣家に住んでいた新井清美が彼の元を訪れる。彼女は、父親のけがにより学校を中退し、横浜にある日浦化学というプラスチック工場に勤めることになったという。
しかし、日浦化学の社長・日浦大五郎は陣馬組と結託し、清美たち若い女子工員をポリネシアに売り飛ばす計画を立てていたのだった。
日浦の妻・應子から人身売買計画を聞いた浩と政は、単身日浦と陣馬に立ち向かう。

## キャスト
- 松村浩：梅宮辰夫
- 金本政雄：山城新伍
- 日浦應子：真山知子
- 矢島菊男：植田峻
- 新井清美：藤山直子
- 船長：丹波哲郎
- 後藤百合子：久里千春
- 須田久子：潤まり子
- 中山麗子：フラワー・メグ
- 並木好子：一の瀬レナ
- 黒田医師：殿山泰司
- 看護婦：松井康子
- 九州の医者：殿山泰司
- 浩の母親：初井言栄
- 浩の妹：木村弓美
- 浩の父親：梅宮辰夫
- 房枝：亀井和子
- 日浦大五郎：渡辺文雄
- 陣馬：深江章喜
- 陣馬の手下：佐藤京一
- 陣馬の手下：関山耕司
- 税関の職員：左とん平
- 鄭：たこ八郎
- 楊：団巌
- 婦人：谷本小代子
- トラック運転手：南利明
- 季大人：遠藤辰雄

## スタッフ
- 監督：内藤誠
- 脚本：小野竜之助
- 企画：矢部恒
- 撮影：清水政一
- 音楽：小杉太一郎
- 主題歌：梅宮辰夫「シンボルロック」
- 美術：江野慎一
- 編集：長沢嘉樹
- 録音：井上賢三
- 照明：銀屋謙蔵
- 助監督：小平裕

## 同時上映
『任侠列伝 男』
- 監督：山下耕作 / 主演：鶴田浩二 / 脚本：笠原和夫